# Europees kampioenschap curling mannen
Het Europees kampioenschap curling voor mannen is een jaarlijks curlingtoernooi, dat in 1975 voor het eerst werd georganiseerd.

## Geschiedenis
Het Europees kampioenschap curling wordt jaarlijks georganiseerd door World Curling. Het mannen- en vrouwentoernooi vindt telkens in dezelfde stad plaats. Traditiegetrouw wordt er eind november of begin december gestreden om de Europese titel. Het EK geldt ook als kwalificatietoernooi voor het wereldkampioenschap curling: de beste acht Europese landen mogen automatisch deelnemen aan het WK.
De eerste editie van het Europees kampioenschap curling voor mannen vond plaats in 1975 in het Franse Megève. Noorwegen kroonde zich als eerste land tot Europees kampioen. Tot op heden won Schotland het vaakst het EK. Er wordt ook een kleine finale gehouden voor de strijd om het brons. Enkel in 1976, 1979 en 1992 kregen de twee verliezende halvefinalisten beiden een bronzen medaille.

## Erelijst
| Jaar | Plaats                            |  | Goud           | Zilver         | Brons                 |
| ---- | --------------------------------- |  | -------------- | -------------- | --------------------- |
| 1975 | Megève, Frankrijk                 |  | Noorwegen      | Zweden         | Schotland             |
| 1976 | West-Berlijn, West-Duitsland      |  | Zwitserland    | Noorwegen      | Schotland Zweden      |
| 1977 | Oslo, Noorwegen                   |  | Zweden         | Schotland      | West-Duitsland        |
| 1978 | Aviemore, Schotland               |  | Zwitserland    | Zweden         | Denemarken            |
| 1979 | Varese, Italië                    |  | Schotland      | Zweden         | Italië Noorwegen      |
| 1980 | Kopenhagen, Denemarken            |  | Schotland      | Noorwegen      | Zweden                |
| 1981 | Grindelwald, Zwitserland          |  | Zwitserland    | Zweden         | Denemarken            |
| 1982 | Kirkcaldy, Schotland              |  | Schotland      | West-Duitsland | Zwitserland           |
| 1983 | Västerås, Zweden                  |  | Zwitserland    | Noorwegen      | Schotland             |
| 1984 | Morzine, Frankrijk                |  | Zwitserland    | Schotland      | Noorwegen             |
| 1985 | Grindelwald, Zwitserland          |  | West-Duitsland | Zweden         | Noorwegen             |
| 1986 | Kopenhagen, Denemarken            |  | Zwitserland    | Zweden         | Noorwegen             |
| 1987 | Oberstdorf, West-Duitsland        |  | Zweden         | Noorwegen      | Zweden                |
| 1988 | Perth, Schotland                  |  | Schotland      | Noorwegen      | Zwitserland           |
| 1989 | Engelberg, Zwitserland            |  | Schotland      | Noorwegen      | West-Duitsland        |
| 1990 | Lillehammer, Noorwegen            |  | Zweden         | Schotland      | Noorwegen             |
| 1991 | Chamonix, Frankrijk               |  | Duitsland      | Schotland      | Zwitserland           |
| 1992 | Perth, Schotland                  |  | Duitsland      | Zweden         | Schotland Zwitserland |
| 1993 | Leukerbad, Zwitserland            |  | Noorwegen      | Denemarken     | Zwitserland           |
| 1994 | Sundsvall, Zweden                 |  | Schotland      | Zwitserland    | Zweden                |
| 1995 | Grindelwald, Zwitserland          |  | Schotland      | Zwitserland    | Noorwegen             |
| 1996 | Kopenhagen, Denemarken            |  | Schotland      | Zweden         | Zwitserland           |
| 1997 | Füssen, Duitsland                 |  | Duitsland      | Denemarken     | Schotland             |
| 1998 | Flims, Zwitserland                |  | Zweden         | Schotland      | Noorwegen             |
| 1999 | Chamonix, Frankrijk               |  | Schotland      | Denemarken     | Finland               |
| 2000 | Oberstdorf, Duitsland             |  | Finland        | Denemarken     | Zweden                |
| 2001 | Vierumäki, Finland                |  | Zweden         | Zwitserland    | Finland               |
| 2002 | Grindelwald, Zwitserland          |  | Duitsland      | Zweden         | Noorwegen             |
| 2003 | Courmayeur, Italië                |  | Schotland      | Zweden         | Denemarken            |
| 2004 | Sofia, Bulgarije                  |  | Duitsland      | Zweden         | Noorwegen             |
| 2005 | Garmisch-Partenkirchen, Duitsland |  | Noorwegen      | Zweden         | Schotland             |
| 2006 | Bazel, Zwitserland                |  | Zwitserland    | Schotland      | Zweden                |
| 2007 | Füssen, Duitsland                 |  | Schotland      | Noorwegen      | Denemarken            |
| 2008 | Örnsköldsvik, Zweden              |  | Schotland      | Noorwegen      | Duitsland             |
| 2009 | Aberdeen, Schotland               |  | Zweden         | Zwitserland    | Noorwegen             |
| 2010 | Champéry, Zwitserland             |  | Noorwegen      | Denemarken     | Zwitserland           |
| 2011 | Moskou, Rusland                   |  | Noorwegen      | Zweden         | Denemarken            |
| 2012 | Karlstad, Zweden                  |  | Zweden         | Noorwegen      | Tsjechië              |
| 2013 | Stavanger, Noorwegen              |  | Zwitserland    | Noorwegen      | Schotland             |
| 2014 | Champéry, Zwitserland             |  | Zweden         | Noorwegen      | Zwitserland           |
| 2015 | Esbjerg, Denemarken               |  | Zweden         | Zwitserland    | Noorwegen             |
| 2016 | Renfrewshire, Schotland           |  | Zweden         | Noorwegen      | Zwitserland           |
| 2017 | Sankt Gallen, Zwitserland         |  | Zweden         | Schotland      | Zwitserland           |
| 2018 | Tallinn, Estland                  |  | Schotland      | Zweden         | Italië                |
| 2019 | Helsingborg, Zweden               |  | Zweden         | Zwitserland    | Schotland             |
| 2021 | Lillehammer, Noorwegen            |  | Schotland      | Zweden         | Italië                |
| 2022 | Östersund, Zweden                 |  | Schotland      | Zwitserland    | Italië                |
| 2023 | Aberdeen, Schotland               |  | Schotland      | Zweden         | Zwitserland           |
| 2024 | Lohja, Finland                    |  | Duitsland      | Schotland      | Noorwegen             |
| 2025 | Lohja, Finland                    |  |                |                |                       |

## Medaillespiegel
| Plaats | Land        | Goud | Zilver | Brons | Totaal |
| 1      | Schotland   | 16   | 8      | 8     | 32     |
| 2      | Zweden      | 12   | 16     | 5     | 33     |
| 3      | Zwitserland | 8    | 7      | 12    | 27     |
| 4      | Duitsland   | 7    | 1      | 3     | 11     |
| 5      | Noorwegen   | 5    | 12     | 12    | 29     |
| 6      | Finland     | 1    | 0      | 2     | 3      |
| 7      | Denemarken  | 0    | 5      | 5     | 10     |
| 8      | Italië      | 0    | 0      | 4     | 4      |
| 9      | Tsjechië    | 0    | 0      | 1     | 1      |
| Totaal | Totaal      | 49   | 49     | 52    | 150    |

1975 · 1976 · 1977 · 1978 · 1979 · 1980 · 1981 · 1982 · 1983 · 1984 · 1985 · 1986 · 1987 · 1988 · 1989 · 1990 · 1991 · 1992 · 1993 · 1994 · 1995 · 1996 · 1997 · 1998 · 1999 · 2000 · 2001 · 2002 · 2003 · 2004 · 2005 · 2006 · 2007 · 2008 · 2009 · 2010 · 2011 · 2012 · 2013 · 2014 · 2015 · 2016 · 2017 · 2018 · 2019 · 2021 · 2022 · 2023 · 2024 · 2025